# Toyota bZ3

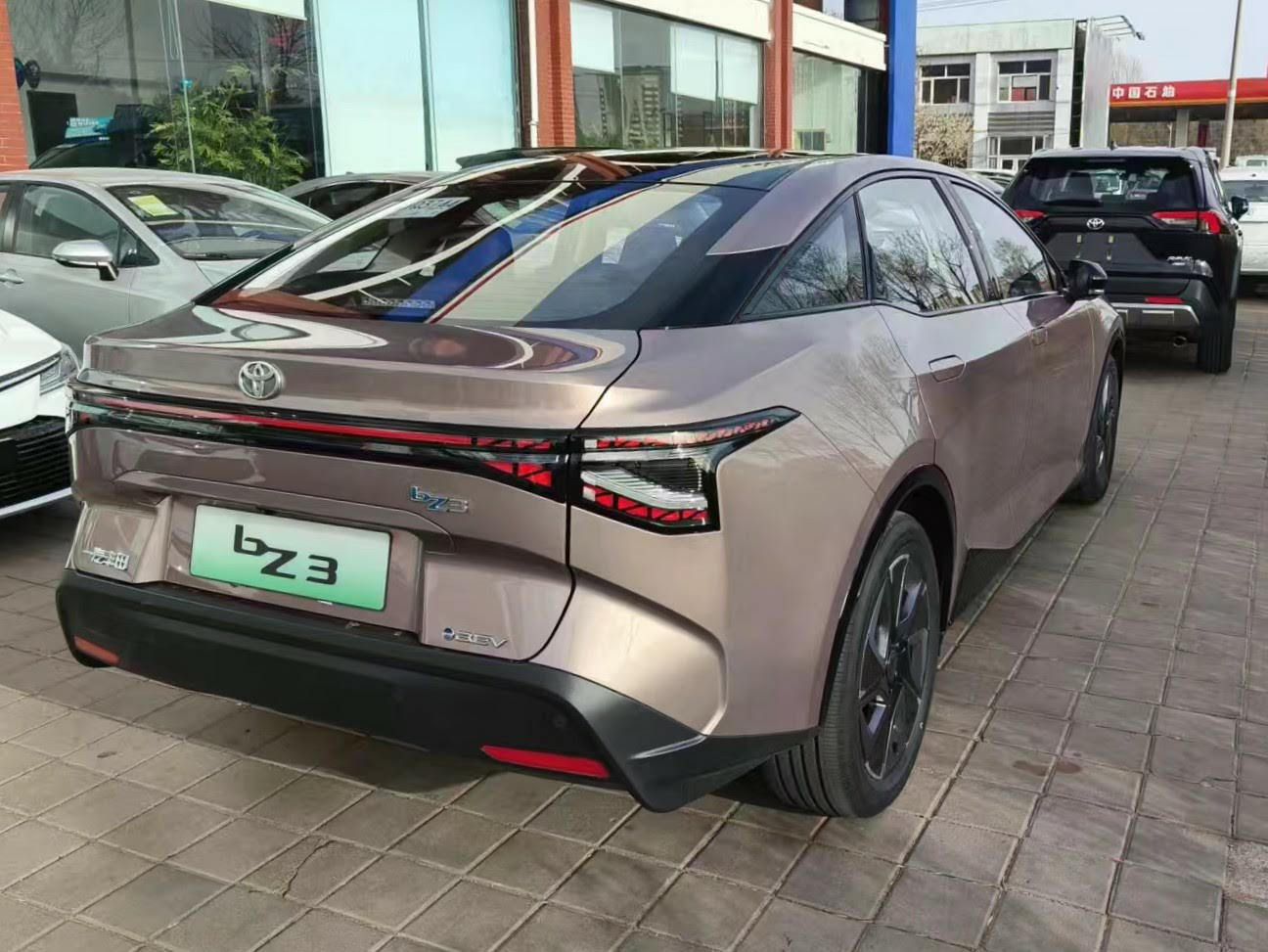
Вид сзади

Toyota bZ3 — электромобиль, выпускаемый компаниями Toyota, BYD Auto и FAW с 2023 года.

## Описание
Toyota bZ3 является вторым электромобилем, после Toyota bZ4X. В декабре 2021 года был представлен концепт-кар bZ SDN.
В октябре 2022 года автомобиль дебютировал в Китае. Он питается от литий-железо-фосфатного аккумулятора Blade. Запас хода составляет 600 км. Коэффициент лобового сопротивления составляет 0,218 Кд.
Конкурентом является Tesla Model 3. Официально продажи начались 6 марта 2023 года.